# Haicheng, Beihai
Haicheng är ett stadsdistrikt och säte för stadsfullmäktige i Beihai i den autonoma regionen Guangxi i sydligaste Kina.